# مارتی پاومن
مارتی پاومن (انگلیسی: Maartje Paumen؛ زادهٔ ۱۹ سپتامبر ۱۹۸۵) بازیکن هاکی روی چمن اهل هلند است.
وی در مسابقات کشوری و بین‌المللی در مجموع برندهٔ ۱۱ مدال طلا، ۶ مدال نقره، ۵ مدال برنز شده‌است.